# CS Dinamo București (handbal feminin)
Club Sportiv Dinamo București a fost o echipă profesionistă de handbal feminin din București, România, ce a evoluat în Divizia A. Echipa a fost înființată în vara anului 2016.

## Lotul de jucătoare 2019/20
Ultima componență cunoscută, cea din sezonul 2019-2020 a Diviziei A și sezonul 2019-2020 a Cupei României:
Conform contului oficial de Facebook:
| Portari - Andreea Agiu - Nicoleta Dică - Daniela Joița - Nicoleta Pășălan Extreme - Anca Birton - Mădălina Horj - Aleksandra Timovski - Mădălina Tincu - Ștefania Udrea Pivoți - Mara Arvatu - Rebeca Gheorghe | Centri - Ada Arvatu - Andreea Zamfira Intermediari - Raluca Bîscă - Alondra Mihai - Iuliana Nițescu - Cristina Predoi - Raluca Vincențiu - Bianca Zecheru |

## Banca tehnică
Ultima componență cunoscută, cea din sezonul 2019-2020 a Diviziei A și sezonul 2019-2020 a Cupei României:
Conform contului oficial de Facebook:
| Nume                  | Ocupație             |
| --------------------- | -------------------- |
| Nicoleta Alexandrescu | Antrenor principal   |
| Manuela Manda         | Antrenor secund      |
| Florin Nițu           | Antrenor cu portarii |
| Cristinel Gigiu       | Kinetoterapeut       |

## Jucătoare notabile
- Sara Abed Kader
- Alexandra Badea
- Tamara Bokarić
- Irina Burtea
- Camelia Carabulea
- Natalia Danșina
- Gabriela Dobre
- Ramona Farcău
- Alina Horjea
- Florența Ilie
- Daniela Joița
- Raluca Petruș
- Anca Polocoșer
- Andreea Popa
- Laura Popa
- Manuela Manda
- Cristina Nan
- Isabela Roșca
- Andra Rovența
- Alexandra Severin
- Alla Șeiko